# Bus de nuit

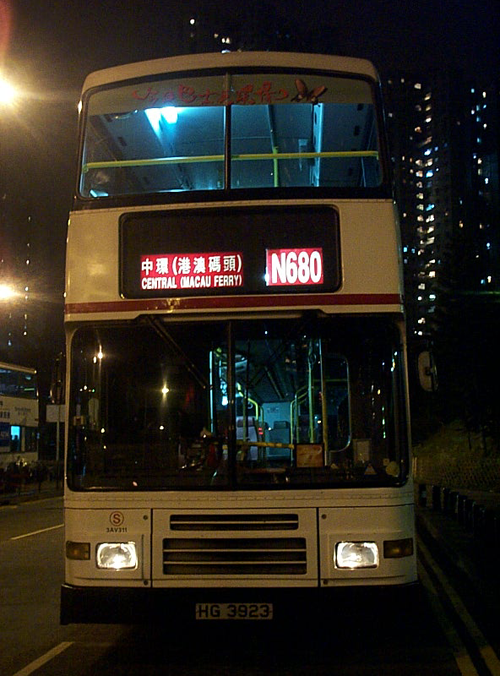
Bus de nuit à Hong Kong

Un service de bus nocturne ou bus de nuit est un service de transport en commun qui circule spécifiquement la nuit. Il en existe dans de nombreuses villes, que ce soit en complément ou en substitution de services de bus de jour ou de services ferroviaires, qui peuvent être interrompus pour maintenance ou en raison d'une demande plus faible la nuit.
Dans certaines villes, les lignes habituelles circulent 24 heures sur 24, ce qui rend ces services non nécessaires. Le service de bus nocturne est généralement beaucoup plus limité dans sa couverture géographique que les services de jour, il comporte généralement moins de lignes et d'une fréquence plus faible, et les itinéraires peuvent être différents.
Pour être différenciées des lignes de jour, les lignes de nuit peuvent par exemple avoir un numéro commençant par N, ou des couleurs plus sombres.
Dans certaines villes, la tarification est différentes la nuit. Certains services peuvent autoriser les utilisateurs à descendre sur la ligne à l'endroit de leur choix plutôt qu'aux arrêts de bus habituels.

## Exemples
- Noctilien (Paris et Île-de-France)
- Noctambus (Genève)
- Bus pyjama (Lausanne)

## Dans la culture populaire
Les bus de nuit de Londres ont inspiré J. K. Rowling pour le Magicobus.